# Žňatino
Žňatino, česky též Zňatina (ukrajinsky Жнятино, maďarsky Izsnyéte), je obec v horondské vesnické komunitě, v mukačevském okrese Zakarpatské oblasti Ukrajiny. Vesnici obklopují ze všech stran bažiny. V roce 2001 zde žilo 2 227 obyvatel, z toho bylo 63,4% obyvatel maďarské národnosti.

## Historie
První písemná zmínka o obci, která byla tehdy uvedena jako Snethe, pochází z roku 1278. Během Rákócziho povstání se 25 mužů ze Žňatina zúčastnilo bojů v jednotkách kuruců.  Do Trianonské smlouvy patřila obec k Uherskému království, poté  k Československu. Za první republiky byla obec vedena pod názvem Zňatina nebo též Žňatino. V roce 1930 zde žilo 1632 obyvatel. V letech 1938 až 1944 byla obec (na základě první vídeňské arbitráže) součástí Maďarského království. Od roku 1945 patříla obec k Ukrajinské sovětské socialistické republice, která byla součástí SSSR, a nakonec od roku 1991 patří samostatné Ukrajině.